# Китсон, Фрэнк
Сэр Фрэнк Эдвард Китсон (англ. Frank Kitson, 15 декабря 1926 года, Кенсингтон, Великобритания — 2 января 2024 года, Йелвертон, Уэст-Девон, Юго-Западная Англия, Великобритания) — британский военнослужащий, офицер британской армии. Главнокомандующий сухопутными войсками Великобритании (1982—1985), генерал-адъютант королевы Елизаветы II (1983 −1985). Писатель на военные темы.

## Биография
Родился 15 декабря 1926 года в Кенсингтоне, Великобритания. Сын вице-адмирала сэра Генри Китсона и Марджори де Пасс, дочери сэра Элиота Артура де Пасса. Его дядя Фрэнк де Пасс был первым евреем, награждённым Крестом Виктории.
Получил образование в Стоу Скул в Бакингеме.
Службу в британской армии начал в звании второго лейтенанта в стрелковой бригаде (собственная принца-консорта) 23 февраля 1946 года, стал лейтенантом 10 апреля 1948 года (со старшинством с 15 декабря 1947 года) и повышен до капитана 15 декабря 1953 года. 1 января 1955 года он был награжден Военным крестом за участие в подавлении восстания Мау-Мау в Кении и 23 мая 1958 года был награждён планкой к Военному кресту за военную службу во время войны в Малайе (также известной как Антибританская национально-освободительная война) годом ранее в знак признания его заслуг в этих операциях.
В 1959 году Китсон был назначен членом Ордена Британской империи ко дню рождения королевы. 15 декабря 1960 года произведён в майоры, а 1 июля 1964 года — временно повышен в подполковники. 31 декабря 1966 года Китсон утверждён в звании подполковник.
Назначение офицером Ордена Британской империи Китсон получил в 1968 году в числе почестей Нового года. В конце следующего года (31 декабря) был повышен до полковника (со старшинством с 30 июня 1969 года), 30 июня 1970 года — до бригадного генерала.
С сентября 1970 года Китсон командовал 39-й воздушно-десантной бригадой, которая состояла из восьми (часто меняющихся) батальонов в коротких четырёхмесячных периодах. 15 февраля 1972 года Китсон получил очередное назначение и стал командором Ордена Британской империи за свою оперативную службу в Северной Ирландии годом ранее. По словам ирландского политика Пэдди Девлина, Китсон «вероятно, сделал больше, чем кто-либо другой, чтобы испортить отношения между католической общиной и силами безопасности» в Северной Ирландии.
22 января 1976 года Китсон стал командующим 2-й дивизией с исполнением обязанностей генерал-майора. Существенное повышение по службе состоялось после 5 апреля 1976 года (и старшинством с 2 июня 1974 года), Китсон руководил переформированием дивизии в бронетанковую дивизию в Германии, эта работа продолжалась им до его ухода в отставку 28 февраля 1978 года. Затем он был комендантом штабного колледжа в Кемберли с 5 марта 1978 года по 18 января 1980 года.
В новогодних почестях 1980 года Китсон получил назначение кавалером ордена Бани. 17 марта 1980 года он занял пост заместителя главнокомандующего сухопутными войсками Великобритании и генерального инспектора территориальной армии с существенным повышением до генерал-лейтенанта (старшинство датировано 17 августа 1979 года). Эти должности он занимал до 30 мая 1982 года, а затем 1 июля 1982 года стал главнокомандующим сухопутными войсками Великобритании в звании генерала.
В традициях для старших офицеров британской армии, Китсон занимал ряд почётных должностей: полковник-комендант 2-го батальона Королевских зелёных курток (с 1 января 1979 года по 1 января 1987 года); почётный полковник Корпуса подготовки офицеров Оксфордского университета (с 21 июля 1982 года по 21 июля 1987 года); генерал-адъютант королевы (с 14 февраля 1983 года по 1985 год). В новогодних почестях 1985 года он был произведён в рыцари Большого креста ордена Британской империи. 19 июня 1989 года он был назначен заместителем председателя совета по делам территориальной армии Девона.
Китсон дал показания в ходе расследования Сэвилла о событиях Кровавого воскресенья в Северной Ирландии.
27 апреля 2015 года он был привлечён к ответственности за халатность и злоупотребление служебным положением. Пострадавшей была Мэри Хинан, вдова североирландского бригадира Юджина «Пэдди» Хинана, который был убит вместе с тремя другими мужчинами, когда в 1973 году члены Ассоциации обороны Ольстера бросили ручную гранату в автомобиль, перевозивший 15 рабочих на строительную площадку католической школы в Гилнахирке в Восточном Белфасте. В иске утверждалось, что Китсон «лично несёт ответственность за халатность и злоупотребление служебным положением» из-за того, что он якобы «безрассудно отнесся к тому, будут ли государственные служащие замешаны в убийстве».
В 1962 году Китсон женился на Элизабет Спенсер, отец которой, Чарльз Спенсер, был полковником 12-го Королевского уланского полка. В браке родилось три дочери: Кэтрин Элис, Розмари Диана и Мэрион Рут.
Умер в своём доме в Йелвертоне, Девон, 2 января 2024 года в возрасте 97 лет.
Фрэнк Китсон много писал о преступном мире, бандах, контрбанде и мерах обмана, использовании перебежчиков, а также о таких концепциях, как псевдооперации.